# Pedro Moreira Salles
Pedro Moreira Salles (Washington, 20 de outubro de 1959) é um banqueiro e empresário brasilo-estadunidense, atual Presidente do Conselho de Administração do Itaú Unibanco.
Herdeiro de uma das maiores fortunas do Brasil, foi listado pela revista Forbes, em 2016, entre os 70 maiores bilionários do país.

## Formação e carreira
Graduou-se magna cum laude em Economia e História pela Universidade da Califórnia em Los Angeles, cursou o programa de mestrado em Relações Internacionais da Universidade de Yale (sem conclui-lo) e o Owners / President Management Program, da Universidade de Harvard.
Atualmente é presidente do Conselho de Administração do Itaú Unibanco; sócio e co-presidente da Cambuhy Investimentos, conselheiro da Totvs e membro do Conselho de Administração da Falconi Consultores Associados. Pedro é ainda membro do Conselho Orientador da Fundação OSESP e membro do Conselho Deliberativo do INSPER.
Durante a sua infância, entre os anos de 64 a 68, viveu e estudou em Paris, no colégio Saint-Louis de Gonzague. Ao retornar ao Rio de Janeiro, concluiu o ensino fundamental e médio no Liceu Franco-Brasileiro, no bairro de Laranjeiras.
Ingressou na Pontifícia Universidade Católica (PUC) do Rio de Janeiro em 1977, onde cursou por um ano a faculdade de Economia, transferindo-se depois para a Universidade da Califórnia em Los Angeles. Formou-se em 1981 e mudou-se para a Costa Leste dos EUA, onde ingressou no curso de Relações Internacionais da Yale, em Connecticut.
Voltou para o Brasil em 1982, quando começou a atuar nos negócios da família. Em 1983, mudou-se para São Paulo e foi convidado a assumir a administração de um negócio agropecuário do grupo, a Cambuhy Agrícola, em Matão, no interior do Estado, onde permaneceu até 1985. Em 1986, junto com seu irmão Fernando Moreira Salles, passou a administrar a companhia holding do grupo Moreira Salles. Em 1989, integra o Conselho de Administração do Unibanco, que presidiu de 1997 a 2004. Em 2004 assume a Presidência do banco, onde permanece até 2008, ano da fusão com o Banco Itaú.
Após a fusão, tornou-se presidente do Conselho de Administração do Itaú Unibanco, posição que ocupa atualmente.

## Vida pessoal
Pedro Moreira Salles nasceu em Washington, nos Estados Unidos, no dia 20 de outubro de 1959, quando seu pai era embaixador naquele país. Filho do diplomata, banqueiro e empresário Walther Moreira Salles e de Eliza Margarida Gonçalves, é irmão de Fernando Moreira Salles, presidente do Conselho da CBMM e escritor; Walter Salles, diretor e produtor de cinema e João Moreira Salles, editor e documentarista. É casado desde 1979 com Marisa Moreira Salles e pai de dois filhos, João Moreira Salles e Antonio Moreira Salles.